# English Premier Ice Hockey League 2007/08
Die Saison 2007/08 war die 10. Austragung der English Premier Ice Hockey League.

## Modus und Teilnehmer
An der zweithöchsten britischen Liga nahmen ausschließlich englische Mannschaften teil. Es wurden zwei Runden mit Hin- und Rückspiel gespielt. Für einen Sieg – auch nach Verlängerung oder Penaltyschießen – wurden zwei Punkte vergeben, für eine Niederlage nach Verlängerung oder Penaltyschießen gab es einen Punkt.
| Platz | Mannschaft              | Spiele | S  | SO/P | NO/P | N  | Tore    | Punkte |
| ----- | ----------------------- | ------ | -- | ---- | ---- | -- | ------- | ------ |
| 1     | Guildford Flames        | 40     | 27 | 3    | 5    | 5  | 208:122 | 65     |
| 2     | Slough Jets             | 40     | 24 | 4    | 3    | 9  | 195:105 | 59     |
| 3     | Bracknell Bees          | 40     | 18 | 6    | 5    | 11 | 154:119 | 53     |
| 4     | Peterborough Phantoms   | 40     | 22 | 3    | 3    | 12 | 177:151 | 53     |
| 5     | Sheffield Scimitars     | 40     | 20 | 4    | 2    | 14 | 160:129 | 50     |
| 6     | Milton Keynes Lightning | 40     | 20 | 2    | 2    | 16 | 160:121 | 46     |
| 7     | Swindon Wildcats        | 40     | 16 | 1    | 3    | 20 | 133:161 | 37     |
| 8     | Romford Raiders         | 40     | 16 | 1    | 3    | 20 | 137:176 | 37     |
| 9     | Chelmsford Chieftains   | 40     | 12 | 1    | 3    | 24 | 151:189 | 29     |
| 10    | Telford Tigers          | 40     | 9  | 3    | 0    | 28 | 135:229 | 24     |
| 11    | Wightlink Raiders       | 40     | 7  | 1    | 0    | 32 | 129:237 | 16     |

Legende: S–Siege, SO/P–Siege nach Overtime oder Penalty, NO/P–Niederlage nach Overtime oder Penalty, N–Niederlage

## Play-offs
Die Spiele der ersten Play-off-Runde wurden in zwei Gruppen à vier Mannschaften durchgeführt. Die jeweils ersten beiden qualifizierten sich für das Final-Four-Turnier.
| Gruppe A              | Gruppe A | Gruppe A | Gruppe A | Gruppe A | Gruppe A | Gruppe A | Gruppe A |
|                       | Spiele   | S        | SO/P     | NO/P     | N        | Tore     | Punkte   |
| --------------------- | -------- | -------- | -------- | -------- | -------- | -------- | -------- |
| Sheffield Scimitars   | 6        | 5        | 0        | 0        | 1        | 29:13    | 10 1     |
| Guildford Flames      | 6        | 5        | 0        | 0        | 1        | 32:18    | 10 1     |
| Peterborough Phantoms | 6        | 1        | 0        | 0        | 5        | 19:27    | 2        |
| Romford Raiders       | 6        | 1        | 0        | 0        | 5        | 12:34    | 2        |

| Gruppe B                | Gruppe B | Gruppe B | Gruppe B | Gruppe B | Gruppe B | Gruppe B | Gruppe B |
|                         | Spiele   | S        | SO/P     | NO/P     | N        | Tore     | Punkte   |
| ----------------------- | -------- | -------- | -------- | -------- | -------- | -------- | -------- |
| Slough Jets             | 6        | 3        | 1        | 1        | 1        | 21:12    | 9        |
| Bracknell Bees          | 6        | 3        | 1        | 0        | 2        | 16:16    | 8        |
| Swindon Wildcats        | 6        | 1        | 2        | 0        | 3        | 12:20    | 6        |
| Milton Keynes Lightning | 6        | 1        | 0        | 3        | 2        | 15:17    | 5        |

### Final Four
Die entscheidenden Spiele der Saison wurden in einem Finalturnier am 13. und 14. April 2008 in Coventry ausgetragen.
Halbfinale
| 13. April 2008 | Sheffield Scimitars | 2:4 | Bracknell Bees | Coventry |

| 13. April 2008 | Slough Jets | 4:3 | Guildford Flames | Coventry |

Finale
| 14. April 2008 | Slough Jets | 4:1 | Bracknell Bees | Coventry |

Die Slough Jets gewannen die Playoffs der englischen Premier League dank eines Doppelpacks von Blaz Emersic und der Erfahrung des 47-jährigen Spielertrainers Steve Moria.

## Auszeichnungen
Journalisten wählten Steve Moria (Slough Jets) zum besten Spieler, Paul Dixon (Guildford Flames) zum besten Trainer.
In die Auswahl der Ersten Mannschaft kamen:
Tor: Joe Watkins (Guildford)
Verteidigung: Jan Melichar (Bracknell) – Jan Krajicek (Slough)
Sturm: Steve Moria (Slough) – Joel Petkoff (Swindon) – Gary Clarke (Milton Keynes)
In die Zweite Mannschaft wurden gewählt:
Tor: Barry Hollyhead (Milton Keynes)
Verteidigung: Ron Shudra (Sheffield) – Paul Dixon (Guildford)
Sturm: Stephen Wallace (Sheffield) – Milos Melicherik (Guildford) – Michal Toni Alasaarela (Milton Keynes)